# Hu Shih
Hu Shih (chino tradicional: 胡適, chino simplificado: 胡适, pinyin: Hú Shì, Wade-Giles: Hu Shih), (17 de diciembre de 1891-24 de febrero de 1962) fue un filósofo y ensayista taiwanés de origen chino, uno de los intelectuales más destacados del Movimiento del Cuatro de Mayo. Debido a su ideología liberal y anticomunista, se distanció de otros intelectuales chinos afines al Partido Comunista de China. Leal al gobierno del Kuomintang, fue embajador de la República de China en los Estados Unidos durante la segunda guerra sino-japonesa, y, a partir de 1949, se instaló en Taiwán junto al Gobierno nacionalista de Chiang Kai-shek. Su figura fue vilipendiada durante mucho tiempo en la República Popular China debido a su anticomunismo y a su lealtad al gobierno del Kuomintang en Taiwán.

## Nombre
Su nombre original era Hú Hóngxīng (胡洪騂) y, como otros chinos de su generación, utilizó también un nombre de cortesía (zì), Shìzhī (適之). Actualmente, su nombre aparece de manera habitual en libros y publicaciones occidentales en la transcripción hanyu piyin "Hu Shi". Sin embargo, él utilizó siempre la transcripción Wade-Giles de su nombre chino, "Hu Shih", en sus contactos con extranjeros.

## Infancia y juventud
Natural de la localidad de Jixi en la provincia de Anhui, su padre, funcionario local, murió cuando el pequeño Hu Shih tenía tres años de edad. Tras asistir a la escuela de su pueblo, su madre lo envió a estudiar en Shanghái en el año 1904. Ese mismo año, su familia concertó su futuro matrimonio con Jiāng Dōngxiu (江冬秀), con la que se casaría en 1917.
Estudiante brillante, fue uno de los pocos chinos de su generación que tuvieron la oportunidad de estudiar en los Estados Unidos. Gracias a una de las becas concedidas a estudiantes chinos por los Estados Unidos, Hu Shih ingresó en la Universidad Cornell en 1910, donde se graduó en el año 1914, tras lo cual continuó sus estudios en la Universidad Columbia, donde defendió su tesis doctoral en el año 1917 bajo la dirección del prestigioso filósofo estadounidense John Dewey.

## Movimiento de la Nueva Cultura
Al volver a China, Hu obtuvo una plaza como profesor en la Universidad de Pekín y se implicó en el movimiento reformista representado por la revista Nueva Juventud, editada por Chen Duxiu. En esa revista, Hu publicó algunas de sus contribuciones más importantes a la reforma de la lengua literaria china, como su famoso artículo "Mi humilde opinión sobre la reforma de la literatura", publicado en enero de 1917, cuando Hu se encontraba aún en América. En ese artículo, Hu abogaba por adoptar modelos narrativos occidentales y por usar la lengua vernácula hablada como lengua literaria, en lugar del chino literario de estilo clásico que se utilizaba hasta entonces. Otro artículo suyo publicado en Nueva Juventud en abril de 1918, "Sobre una revolución literaria constructiva", ampliaba estas reflexiones sobre la necesidad de una reforma literaria, ideas que otros colaboradores de la revista, como Lu Xun y el propio Chen Duxiu, acogieron con entusiasmo.
Además de escribir ensayos sobre literatura, Hu escribió también poesía y teatro, adoptando el estilo occidental que defendía. Su colección de poemas más importante, "Experimentos", publicada en 1920, constituyó uno de los primeros intentos de escribir poesía en lengua vernácula, aunque aún se dejaba notar una fuerte influencia del lenguaje clásico. En teatro, escribió la obra "El acontecimiento de toda una vida", de estilo occidental, que se publicó en Nueva Juventud en el año 1919 y sería representada ese año y de nuevo en 1923.

## Ruptura con Chen Duxiu
A diferencia de Chen Duxiu y otros intelectuales reformistas, Hu Shih rechazó las ideologías revolucionarias como el marxismo, y se distanció de Chen Duxiu y de Nueva Juventud a partir de 1920, cuando Chen Duxiu y su revista adoptaron una línea marxista que llevaría a la fundación del Partido Comunista Chino con Chen Duxiu como primer presidente y secretario general.

## Cargos públicos en la República de China
Hu Shih continuaría impartiendo clases en la Universidad de Pekín y se convertiría en uno de los intelectuales de más prestigio en la República de China. En 1938 fue nombrado embajador de China en los EE. UU., donde intentó recabar apoyos económicos y políticos para la República de China, que luchaba por su supervivencia frente a la invasión japonesa.
En 1946, tras la derrota japonesa, Hu asumió el cargo de canciller (rector) de la Universidad de Pekín. A finales del año 1948, ante el avance comunista en la guerra civil, abandonó la ciudad para finalmente refugiarse en la isla de Taiwán junto al gobierno nacionalista de Chiang Kai-shek.
Mientras en la República Popular China se le tachó de escritor "reaccionario" y se denigró su obra y su relevancia histórica, en la República de China (Taiwán) Hu Shih gozó de un enorme prestigio como intelectual y como defensor del gobierno nacionalista del Kuomintang. A partir de 1958 fue nombrado presidente de la Academia Sínica, la academia de investigación científica de Taipéi. 
En 1962 falleció de un ataque cardíaco en el distrito de Nangang, en Taipéi.

## Obra
A continuación se listan algunas de sus obras más influyentes. Ninguno de sus escritos ha sido traducido al español.

### Ensayos
- Mi humilde opinión sobre la reforma de la literatura (文學改良芻議 / 文学改良刍议, Wénxué gǎiliáng chúyì), 1917.

- Sobre una revolución literaria constructiva (建設的文學革命論 / 建设的文学革命论, Jiànshè de wénxué gémìng lùn), 1918.

### Teatro
- El acontecimiento de toda una vida (終身大事 / 终身大事, Zhōngshēn dàshì), 1919.

### Poesía
- Experimentos (嘗試集 / 尝试集 Chángshì jí), 1920